# Gene Simmons
Chaim Witz (hebreo: חיים ויץ, n. Haifa, 25 de agosto de 1949), conocido como Gene Simmons, es un músico israeloestadounidense, cantante, compositor, productor de discos, emprendedor, actor, autor y personalidad televisiva de ascendencia judía húngara. También conocido por su personaje teatral, The Demon, es el bajista y colíder de Kiss, la banda de rock que cofundó con el cantante y guitarrista rítmico Paul Stanley a principios de los setenta.

## Vida y carrera

### Infancia
Simmons nació el 25 de agosto de 1949, en Haifa, Israel, de padres emigrantes judíos de Hungría. Su madre, Florence Klein (originalmente Flóra Kovács), nació en la región Jand de Hungría, y sobrevivió a los campos de concentración nazis. Su madre y su tío, Larry Klein, fueron los únicos miembros de su familia que sobrevivieron al Holocausto. Su madre falleció en diciembre del 2018.
Su padre, Ferenc "Feri" Yehiel Witz, era carpintero. Pasó su primera infancia en Tirat Carmel, y se crio en una casa judía. Practicó y tocó la guitarra durante horas y horas en esa época. Él ha dicho que su familia era "muy pobre", que vivían con pan y leche racionados. A los siete años, comenzó a recoger frutas silvestres y venderlas en los bordes de las carreteras junto con un amigo.
A la edad de ocho años, emigró a los Estados Unidos con su madre y se estableció en la ciudad de Nueva York. Su padre permaneció en Israel, donde tuvo otro hijo y tres hijas. En los Estados Unidos, cambió su nombre a Eugene Klein (más tarde Gene Klein), adoptando el apellido de soltera de su madre. A los nueve años, asistió brevemente a una escuela religiosa judía, Yeshiva Torah Vodaas, antes de trasladarse a una escuela pública. Antes de que comenzara su carrera musical, Simmons trabajó en una variedad de trabajos en la ciudad. Un "mecanógrafo excelente", se desempeñó como asistente de un editor de la revista de moda Vogue, y también pasó varios meses como instructor de sexto grado en el Upper West Side.
Una influencia significativa en Simmons fue The Beatles. "No hay forma de que estuviera haciendo lo que hago ahora si no fuera por los Beatles. Estaba viendo The Ed Sullivan Show y los vi. Esos niños flacos, algo andróginos, con cabello largo como las niñas. Me sorprendió que estos cuatro chicos [de] en medio de la nada pudieran hacer esa música".

### Kiss

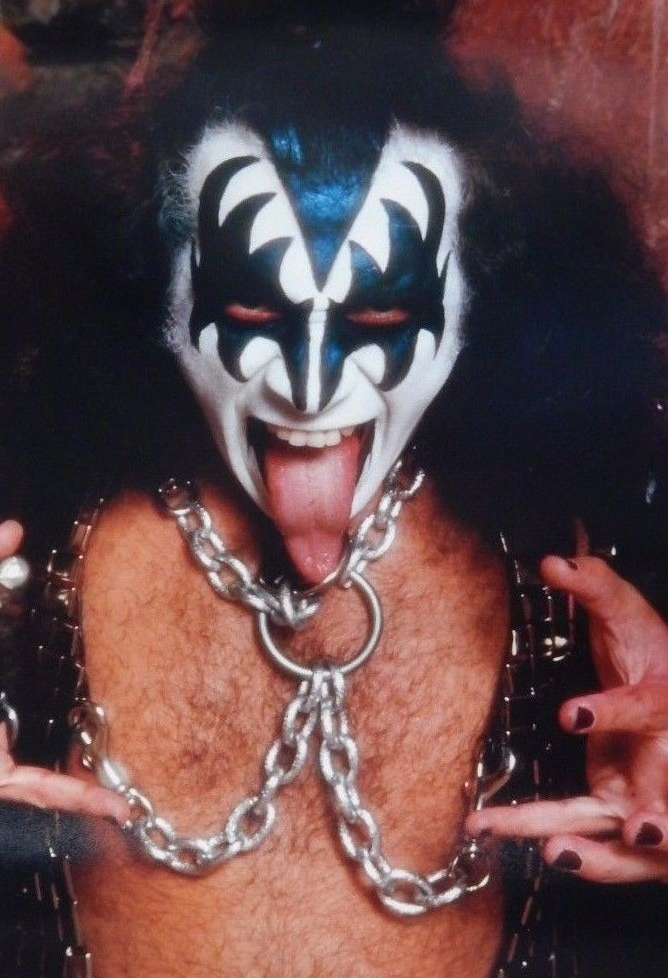
Gene Simmons como El Demonio.

Simmons se involucró con su primera banda, Lynx, y luego renombró Missing Links, cuando era un adolescente. Eventualmente, disolvió la banda para formar los Long Island Sounds, el nombre siendo un juego de palabras en Long Island Sound. Mientras tocaba en estas bandas, trabajó en otros trabajos para ganar más dinero, incluido el comercio de cómics usados. Simmons asistió a Sullivan County Community College en Loch Sheldrake, Nueva York. Se unió a una nueva banda, Bullfrog Bheer, y la banda grabó un demo, "Leeta"; esto fue luego incluido en el conjunto de la caja de Kiss.
Simmons formó la banda de rock Wicked Lester en la década de 1970 con Stanley Eisen (ahora conocido como Paul Stanley) y grabó un álbum, que nunca fue lanzado. Insatisfecho con el sonido y la mirada de Wicked Lester, Simmons y Stanley intentaron despedir a los miembros de su banda; se encontraron con resistencia, y abandonaron a Wicked Lester, alejándose de su contrato discográfico con Epic Records. Decidieron formar la "banda de rock definitiva" y comenzaron a buscar un baterista. Simmons y Stanley encontraron un anuncio colocado por George Peter John Criscuola (conocido como Peter Criss) que estaba tocando en clubes de Brooklyn en ese momento; se unieron y comenzaron como un trío.
Durante este tiempo, Criss y Simmons también aparecieron en un álbum inédito de Captain Sanity junto con miembros de la banda anterior de Criss, Chelsea. Paul Frehley (más conocido como Ace Frehley) respondió a un anuncio que colocaron en The Village Voice para un guitarrista principal, y pronto se unió a ellos. Kiss lanzó su álbum debut homónimo en febrero de 1974. Stanley asumió el papel de intérprete principal en el escenario, mientras que Simmons se convirtió en la fuerza impulsora detrás de lo que se convirtió en una extensa franquicia de merchandising de Kiss. La sección del ojo de su maquillaje "Demon" con Kiss vino del diseño del ala del personaje de cómic Black Bolt.
En 1983, cuando la fama de Kiss estaba menguando, los miembros se quitaron su maquillaje característico y disfrutaron de un resurgimiento en popularidad que continuó en la década de 1990. En este momento, Peter Criss, el baterista original, fue botado fuera de la banda, y se buscó un reemplazo para llenar su vacante. El nuevo baterista fue Paul Charles Caravello, quien tomó el nombre artístico de Eric Carr, y tocó para Kiss desde 1980 hasta su muerte en 1991. La banda presentó sus propias convenciones en 1995, y los comentarios de los fanáticos sobre la reunión original de Kiss la muy exitosa gira de reunión de Alive Worldwide de 1996-1997. En 1998, la banda lanzó Psycho Circus. Desde entonces, la alineación original se ha disuelto una vez más, con Tommy Thayer reemplazando a Ace Frehley en la guitarra principal y Eric Singer (que tocó con Kiss de 1992 a 1996) reemplazando a Peter Criss en la batería.

### Estilo
En la mayoría de las canciones de Kiss, las voces principales son interpretadas por el vocalista y guitarrista rítmico Paul Stanley, pero hay algunas excepciones en las que Simmons canta voces principales, como "Rock and Roll All Nite", "A World Without Heroes", "I Love It Loud", "Calling Dr.Love", "Unholy", "Spit" (segunda voz principal), "Boomerang" y "You Wanted the Best" (primeras voces principales), entre otros.
Además de tocar el bajo, Simmons es conocido por su gran lengua y en el escenario es conocido por su figura demoníaca escupiendo fuego y vomitando sangre en etapa. Durante una entrevista en 1999, se le preguntó a Simmons sobre la fuente y la importancia de los personajes y el maquillaje de Kiss:

Siempre he sido fan de Americana (cultura), y Americana siempre ha tenido que ver con las imágenes, a menudo por encima del contenido. Creo que no hay nada de malo en eso. El mundo adora esta cultura. La mayoría de la gente solo piensa en Estados Unidos en términos de rock & roll, películas y televisión. Kiss es muy estadounidense, en el sentido de que nuestro fans nunca ha tenido nada en común con los críticos... porque nuestro poder, nuestra sangre vital, nuestra razón de ser son nuestros admiradores. Sin ellos, no seríamos nada.

## Carrera actoral

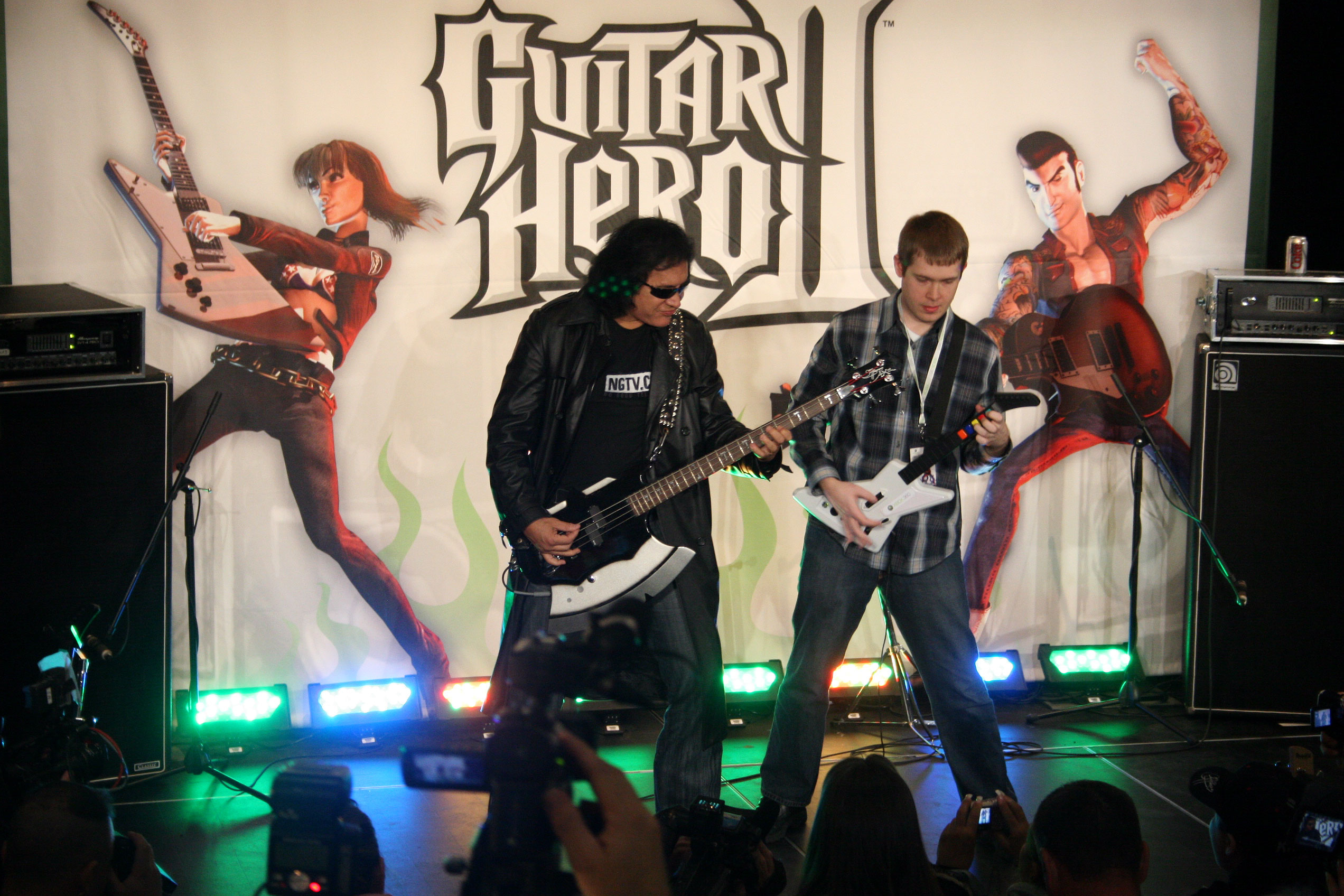
Gene Simmons

Su debut fue Kiss meets the Phantom of the park" (1978). Participó en películas como "Runaway (película de 1984)", "Never too Young to Die", "Trick or Treat", ambas de 1986, o "Wanted: Dead or Alive" (1987). También participa -entre otras producciones- en un episodio de la serie "Miami Vice", y en la película "Red Surf", de 1989, así como también en la adaptación de acción real japonesa de Detroit Metal City como Jack III. En 2016 aparece junto con Paul Stanley haciendo un pequeño cameo como Kiss, en la película Why Him?.
Simmons ha estado involucrado en proyectos televisivos como:
- My Dad the Rock Star,[10] una caricatura de la compañía de animación canadiense Nelvana, sobre el hijo amable de una estrella de rock cuya voz era la de Gene Simmons.
- Mr. Romance, un espectáculo creado y presentado por Simmons en el canal de televisión por cable de Oxygen.
- Rock School, un reality show del Reino Unido en el que Simmons intenta hacer una banda de rock de un grupo de estudiantes de Christ's Hospital School en la primera temporada, y en el segundo, un grupo de niños de una escuela integral en Lowestoft.
- Gene Simmons Family Jewels, un reality show que documenta las vidas personales de Simmons, su esposa, su hijo y su hija.[11]

## Como productor
Entre sus logros más reconocidos como descubridor de talentos está Van Halen, cuando aún se llamaba Mammoth y cuando David Lee Roth no tenía nombre artístico. Gene le cambió el nombre al grupo, les produjo el primer demo y los dejó en manos de Ted Templeman para que la Warner Bros. se los llevara en 1978, ante la negativa de Neil Bogart de Casablanca Records, que estaba metido de lleno en la música disco. También hizo la misma tarea con el grupo glam metal Cinderella, y ya como productor tuvo destacada labor al ocuparse de los trabajos de artistas como Wendy O. Williams, Keel, Black N' Blue (banda del futuro guitarrista de Kiss, Tommy Thayer), la banda hard rock japonesa EZO, la cantante estadounidense Gladys Knight, o el grupo pop metal House of Lords. También fue el representante de Liza Minnelli, y el impulsor de su regreso artístico luego de un paréntesis de 5 años.

## Vida personal
Simmons es fanático de la ciencia ficción y el cómic y publicó varios fanzines de ciencia ficción, entre ellos Id, Cosmos (que finalmente se fusionó con Stilletto para convertirse en Cosmos-Stilletto y luego Faun), Tinderbox, Sci-Fi Showcase, Mantis y Adventure. También contribuyó a otros fanzines, entre ellos Beabohema y Sirruish. En 1977, sin embargo, escribiría en una carta de comentarios a Janus, "No he estado activo [en fandom] durante unos cinco años".
Simmons vive en Los Ángeles, California con su esposa, la ex Playboy Playmate canadiense y actriz Shannon Lee Tweed. Aunque comenzaron a salir en 1983, no se casaron hasta 28 años después. Simmons a menudo bromeaba diciendo que él y Tweed estaban "felizmente no-casados" durante más de 20 años. También declaró a menudo: "El matrimonio es una institución y no quiero vivir en una institución". Simmons y Tweed se casaron el 1 de octubre de 2011 en el Hotel Beverly Hills. Tienen dos hijos: un hijo, Nick (nacido el 22 de enero de 1989) y una hija, Sophie (nacida el 7 de julio de 1992). Anteriormente tuvo relaciones con Cher y Diana Ross, lo que revela que se enamoró de Ross mientras estaba saliendo con Cher. Simmons habla húngaro, alemán, inglés, hebreo y algo de japonés.
En 2017 fue acusado por varias mujeres de acoso sexual. La actriz de voz Mary E. McGlynn contó como cuando conoció a Simmons este apuntó a su pene insinuándose, mientras ella lo saludaba. La otra mujer que habló fue Tess Flower, una dibujante de cómics que contó como en la San Diego Comic Con del 2004 el músico también le hizo comentarios obscenos y generó contacto físico indeseado. También fue denunciado por una periodista que decidió permanecer anónima ante la justicia, a quien Simmons le hizo comentarios inapropiados y la tocó de forma sexual sin su consentimiento.

### Israel
En marzo de 2011, Simmons visitó su país de origen, Israel. Él describió el viaje como una "experiencia que cambia la vida". Habló sobre cómo todavía siente que es israelí: "Soy israelí. Soy un extraño en Estados Unidos. Soy un extraño". Mientras estuvo allí, Simmons conoció a su medio hermano Kobi, y a las medias hermanas triples Drora, Sharon y Ogenia. Simmons tiene planes de llevar a Kiss a Israel. Él ha dicho que es un ferviente defensor de Israel. En una conferencia de prensa en Israel, habló tanto en hebreo como en inglés.

### Opiniones políticas
Simmons fue partidario de la política exterior de la administración de George W. Bush y apoyó la invasión de Irak en 2003. Durante la Guerra del Líbano de 2006 entre Israel y Líbano, Simmons envió un mensaje televisivo de apoyo (en inglés y en hebreo) a un soldado israelí herido de gravedad en combate en el Líbano, llamándolo su "héroe".
En 2010, Simmons dijo que lamentaba votar por Barack Obama y criticó las reformas de la atención médica de 2009. Durante su visita a Israel en 2011, afirmó que los artistas que se niegan a actuar en Israel por razones políticas son "estúpidos". En una entrevista en abril de 2012, Simmons apoyó al presidente republicano Mitt Romney: "Estados Unidos debería estar en el negocio y debería ser administrado por un hombre de negocios".

### Promiscuidad
En febrero de 2002, Simmons fue entrevistado en el programa de radio de NPR Fresh Air y le preguntó sobre su afirmación de haber tenido relaciones sexuales con 4600 mujeres. Le dijo al presentador de radio Terry Gross: "Si quieres darme la bienvenida con los brazos abiertos, me temo que también vas a tener que darme la bienvenida con las piernas abiertas", parafraseando una letra de la canción de The Who de 1981 "You Better You Bet". Gross respondió: "Eso es realmente desagradable de decir". En ese momento, Simmons se negó a otorgarle permiso a NPR para que la entrevista esté disponible en línea. Sin embargo, aparece impreso en el libro de Gross, All I Did Was Ask, y hay transcripciones no autorizadas disponibles. NPR retransmitió parte de la entrevista en agosto de 2007. En una entrevista de 2014 con The Huffington Post, Simmons notó que estaba molesto por lo que percibió como la actitud de Gross "ser más santo que tú", que incluía mal etiquetar a su banda Kiss como "the Kiss".

## Premios y reconocimientos
En 2011, le fue dada la llave de la ciudad de Dallas, Texas y una de las calles, Gene Simmons Boulevard, fue nombrada en su honor.

## Discografía
Álbumes de estudio
- Gene Simmons (1978)   1 000 000
- Sex Money Kiss (2003 - Bonus CD)
- Asshole (2004)
- Speaking in Tongues (2004)
- The Vault (2017)

Sencillos
- «Radioactive» (1978)
- «Firestarter» (2004)

## Videos musicales
- «Firestarter» (2004)

## Libros
- Kiss and Makeup (2002)
- Sex, Money, Kiss (2003)
- Ladies of the Night: A Historical and Personal Perspective of the Oldest Profession in the World (2008)
- Kiss Army Worldwide!: The Ultimate Fanzine Phenomenon (2009)
- Me, Inc. - Build an Army of One, Unleash Your Inner Rock God, Win in Life and Business (2014)
- On Power (2017)
- 27: The Legend and Mythology of the 27 Club (2018)
- Personal Growth and MoneyBag Sodas (2018)